# Mariano Marquevich
Mariano Marquevich (nacido en Buenos Aires, Argentina, 14 de mayo de 1982) es un escritor, novelista, psicólogo forense y columnista argentino.

## Trayectoria
Trabaja de perito psicólogo forense en el Poder Judicial, dio sus pasos iniciales en la literatura al ser seleccionado por el Fondo Metropolitano de Cultura de la Ciudad de Buenos Aires.

## Obras
Es autor de los libros:
- 2007, Antes de que te enojes, en coautoría con Leonardo Ghioldi, con prólogo de Fernando Peña e ilustraciones de León Ferrari. Ediciones Lumiere, Buenos Aires. ISBN 978-987-6030-27-4.
- 2013, Las cosas como no, son, en coautoría con Leonardo Ghioldi. Ediciones Lumiere, Buenos Aires. ISBN 978-987-6030-98-4.
- 2014, Rapsodia de Basavilbaso, con prólogo del boxeador Sergio Víctor Palma. Editorial Dunken, Buenos Aires. ISBN 978-987-0276-46-3.
- 2016, La Llave Maestra -para tunear santos-. Editorial Dunken, Buenos Aires. ISBN 978-987-02-8784-1. 2016, segunda edición, Editorial Dunken, Buenos Aires ISBN 978-987-02-9131-2. 2018, tercera Edición, Editorial Paidós ISBN 978-950-12-9669-31.
- 2020, Anatomía del Amor -lo que hay que saber-. Editorial Liberarte, Buenos Aires. ISBN 978-987-86-4146-1.
- 2021, Manual de Psicología Forense -argentino-. Editorial Liberarte. ISBN 978-987-86-9512-9, 2024 Owners. Apuntes sobre el futuro de los medios de comunicación (y una posible solución). Editorial Leerlo. ISBN 978-631-00-2902-3

Al margen de su tarea literaria en ficción y no ficción, trabaja con frecuencia para su blog La LlaveMaestra dentro del portal de noticias infobae.com y escribe en calidad de columnista para el portal editorial Perfil.com.
Ocupó el cargo de co-coordinador de la sección medicina forense en la Revista de Derecho Penal y Procesal Penal de la Editorial Thomson Reuters donde también ha escrito diversos artículos científicos acerca de psicología forense y responsabilidad profesional, entre otras publicaciones.
En 2020, junto con un grupo de jóvenes referentes del ámbito artístico participó de la fundación de A.C.T.A. (Asociación Civil de Trabajadores del Arte).
En el año 2021 crea la aplicación “Librología”. Una red social que ofrece mejorar el intercambio y la circulación de los libros físicos, promueve la interacción social a través de la lectura y evita el daño ambiental que surge de la reimpresión innecesaria de libros ya existentes.

## Estilo y presentación

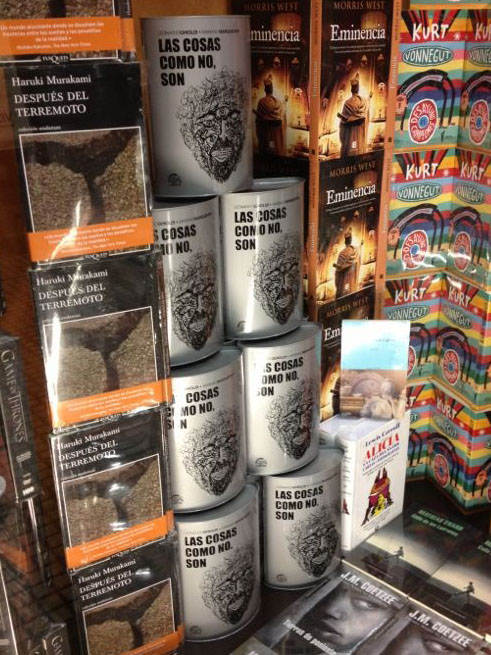
Ejemplares del libro enlatado Las cosas como no, son expuestos en una librería

Su estilo de escritura puede definirse como vertiginoso y ecléctico, caracterizado como un despliegue de profundas tramas psicológicas, que atraviesan la comedia y la tragedia en un tejido inusual, íntimamente entrelazados.
Una temática presente en su producción literaria, principalmente en su blog, es la de "espiritualidad racional", definida como un abordaje de la espiritualidad desde la razón, conformando una manera distintiva de autoayuda. Un enfoque que no es místico, ni religioso, ni psicológico, así como tampoco circunscripto a la implementación de prácticas rituales: su estrategia teórica incluye todas esas opciones como eventuales consecuencias, pero enfoca su objeto en el pensamiento como el primer eslabón para el cambio.
Ciertas de sus obras cuentan con una presentación particular: a modo de ejemplo, la novela Las cosas como no, son salió a la venta en un formato herméticamente enlatado, modalidad que constituyó un hito.
La Llave Maestra fue también presentado en su versión pendrive -sumergible 100 metros- de la empresa LaCie junto con el encriptado de BajaLibros siendo el primer libro en comercializarse en librerías de la Argentina en formato pendrive.
Basado en los lineamientos del libro, el festival “La Llave Maestra Fest” -de impronta multidisciplinaria y solidaria- lleva ya realizadas múltiples ediciones (en Makena, el Teatro Maipo y plaza Brasil) con la participación de destacados músicos, pintores, djs y escultores. Llegando a un total de nueve horas de música ininterrumpida con cápsulas de veinte minutos por artista y la producción continua y en vivo de obras de arte que fueron subastadas para beneficencia. Las ayudas ayudas solidarias fueron articuladas con COAS, Lino Patalano, Juan Carr y la Fundación Sí.